# ماریو یپس
ماریو آلبرتو یپس دیاز (زاده۱۳ ژانویه ۱۹۷۶)، کالی)، مدافع میانی و  کاپیتان سابق تیم ملی کلمبیا می‌باشد.او به همراه تیم ملی کشورش رقابتهای کوپا آمریکای ۲۰۰۱، که به میزبانی کلمبیا برگزار شد را فتح کرد.